# Mesanthura affinis
Mesanthura affinis là một loài chân đều trong họ Anthuridae. Loài này được Chilton miêu tả khoa học năm 1882.